# Беленькое (Донецкая область)
Бе́ленькое (укр. Біленьке), Беленькая — посёлок городского типа, входит в Краматорский городской совет Донецкой области Украины.

## Географического положение
Посёлок находится в долине реки Белянка и на склоне в сторону города.
В посёлке различаются районы Старая Беленькая (к северу от Белянки в сторону гор) и Долина Бедных (юго-восточная часть). Так же административно к пгт Беленькое относится посёлок бывшего 3-го отделения совхоза Ясногоровский.

## История
1784 — первое упоминание сёл Белянское (Николаевка) и Юрьевка Беленькая. Названия возникли по речке Белянке (Беленькой) и от имён наследников помещика Степана Адамова.
4 октября 1933 — в связи с утратой сельскохозяйственного статуса и превращением в пригород Краматорского постановлением ВУЦИК село преобразовано в посёлок.
1938 — получение статуса посёлка городского типа.
1940 — открыта школа № 34.
1966 — открыта школа № 26.
1969 — запущена трамвайная линия, соединяющая посёлок с городом.
1970 — открыт кинотеатр «Юность».
1975 — открыт памятник воинам-землякам (автор П. Ничеухин).
2004 — закрыта школа № 34.
2004 — на меловых горах к северу от посёлка организован филиал Краматорского ландшафтного парка.
2017 — трамвайное движение остановлено.
27 июня 2023 года российские войска в ходе своего вторжения в Украину нанесли очередной ракетный удар по Краматорску. Одна ракета попала в микрорайон Беленькое. Было разрушено несколько частных домов. Ранения получили 5 человек.

## Динамика численности населения
| 1795—1796 | 1864 | 1939 | 1959 | 1966  | 1970  | 1979  | 1989  | 1992  | 1999 | 2001  | 2014 |
| --------- | ---- | ---- | ---- | ----- | ----- | ----- | ----- | ----- | ---- | ----- | ---- |
| 396       | 115  | 3685 | 9337 | 13800 | 13911 | 12561 | 10656 | 10300 | 9700 | 10172 | 9407 |

## Галерея

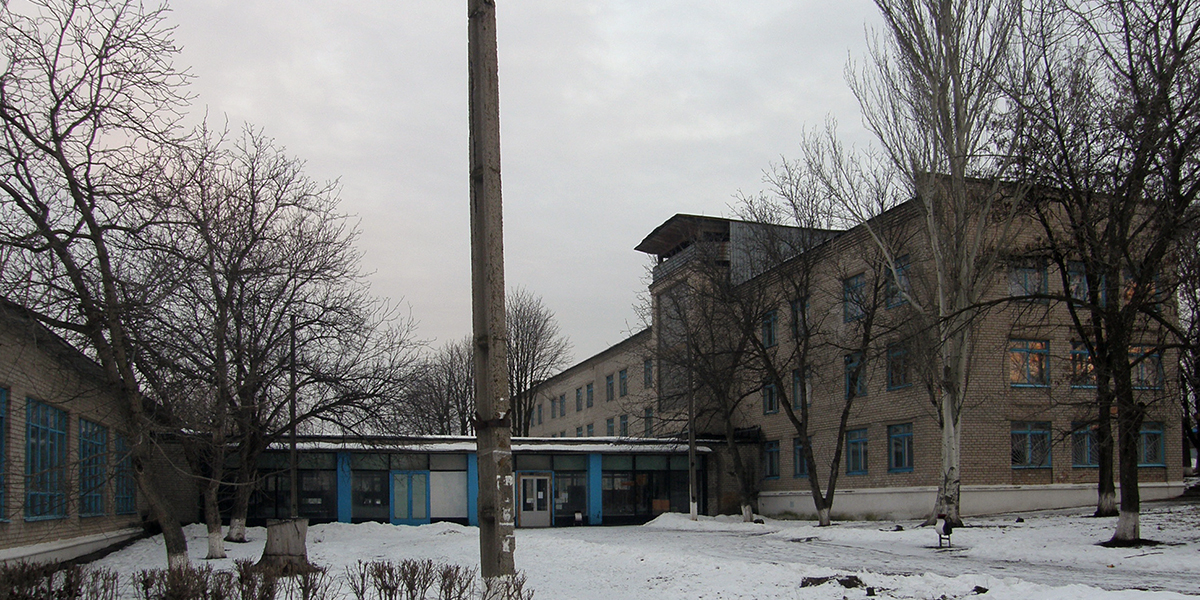
школа № 26
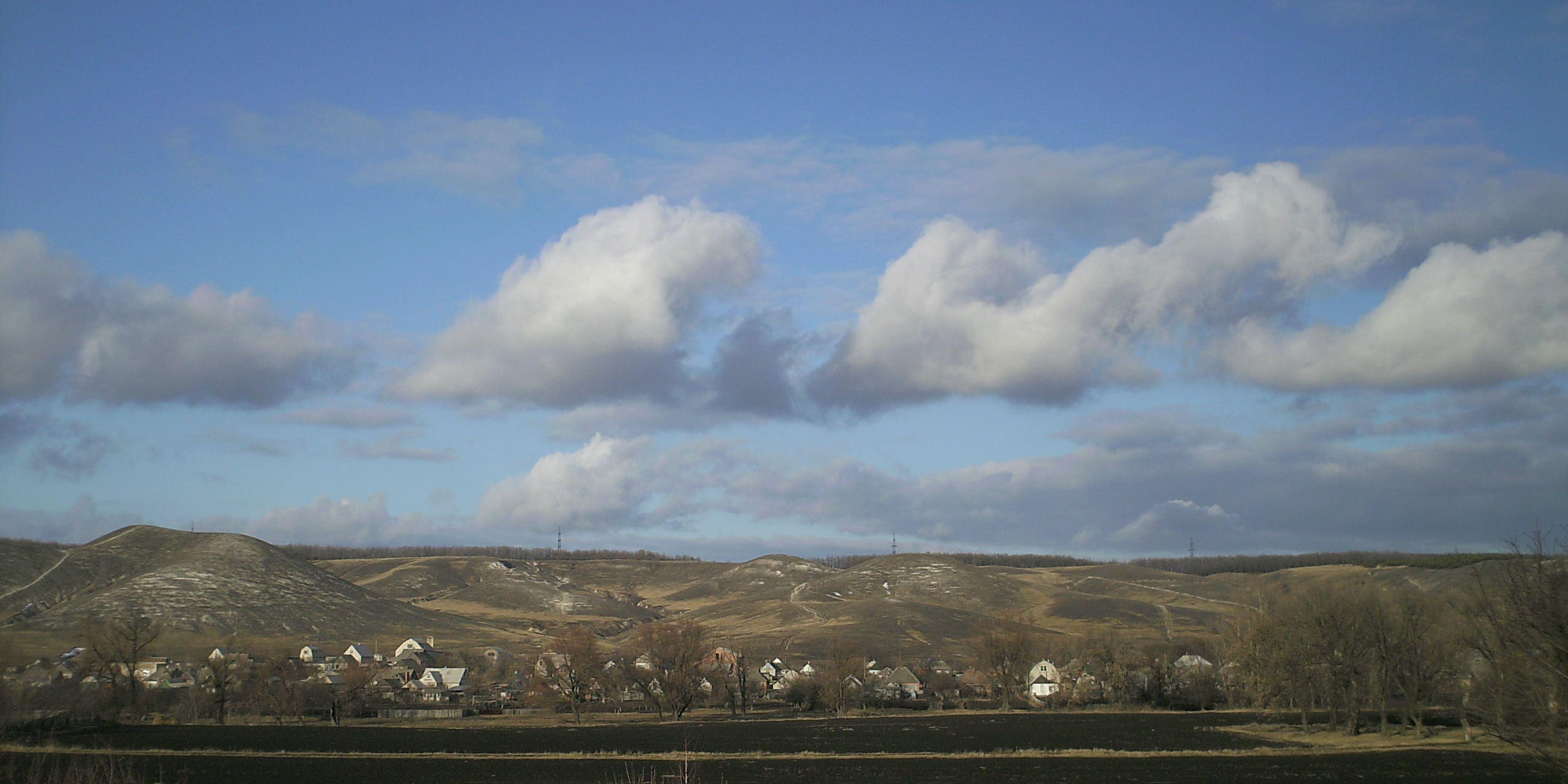
Вид на Старую Беленькую и меловые горы
Памятник воинам-землякам
Успенская церковь
Церковь Ксении Петербургской
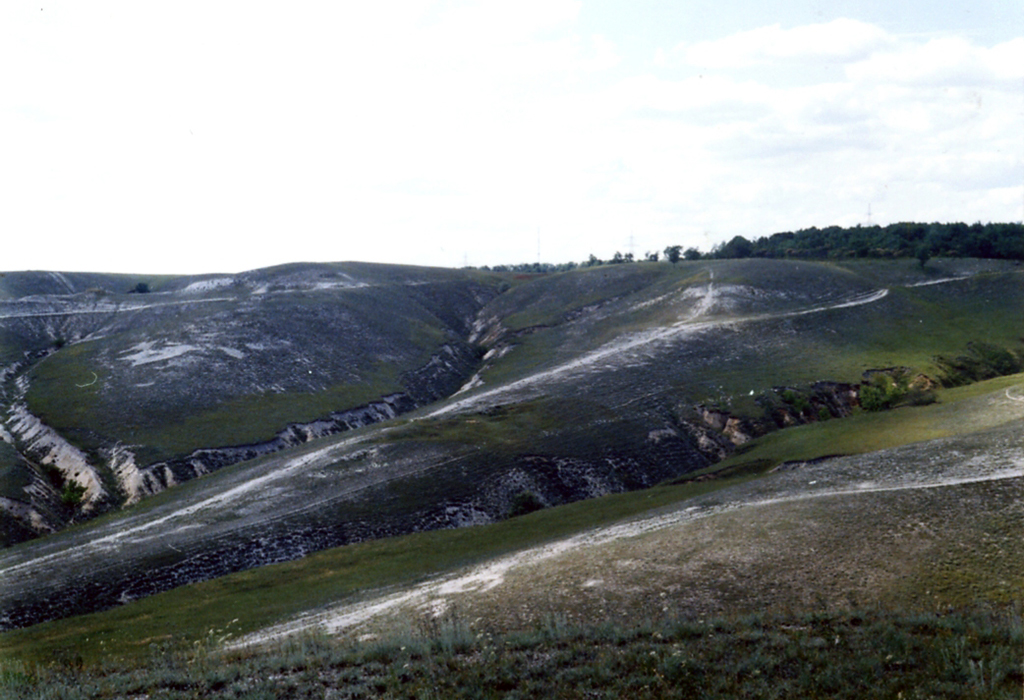
В филиале «Беленькое» Краматорского ландшафтного парка